# Урбанус Регіус
Урбанус Регіус (травень 1489, Лангенарген — 23 травня 1541, Целле) — протестантський реформатор, який діяв у Німеччині у XVI столітті з метою збереження єдності прихильників Мартіна Лютера. Регіус також був популярним поетом. Мартін Лютер називав Регіуса «єпископом Нижньої Саксонії».

## Життєпис
Урбанус Регіус був сином священника Конрада Регіуса з Лангенарена. Спочатку Урбанус відвідував латинську школу в Ліндау, а пізніше навчався у Фрайбурзькому, Тюбінгенському, Базельському та Інгольштадтському університетах. У 1519 році він був висвячений на священника у Констанці, а в 1520 році отримав посаду проповідника собору в Аугсбурзі.
У 1520 році Регіус зачитав Мартіну Лютеру папську буллу про відлучення від церкви, проте вже у 1521 написав захист для нього та був звільнений за антипапську позицію. Після цього він деякий час працював капеланом у Галль-ін-Тіролі, а в 1524 повернувся в Аугсбург як протестантський пастор. Тут він почав проповідувати свої погляди, але спочатку не наважувався їх друкувати.
У 1527 році Урбанус Регіус почав видавати свої праці проти руху анабаптистів. Згодом він почав захищати та аргументувати погляди Лютера та Цвінглі на Євхаристію. У 1535 році Регіус висловив свою незвичну на той час думку про толерантне ставлення до євреїв у Німеччині.

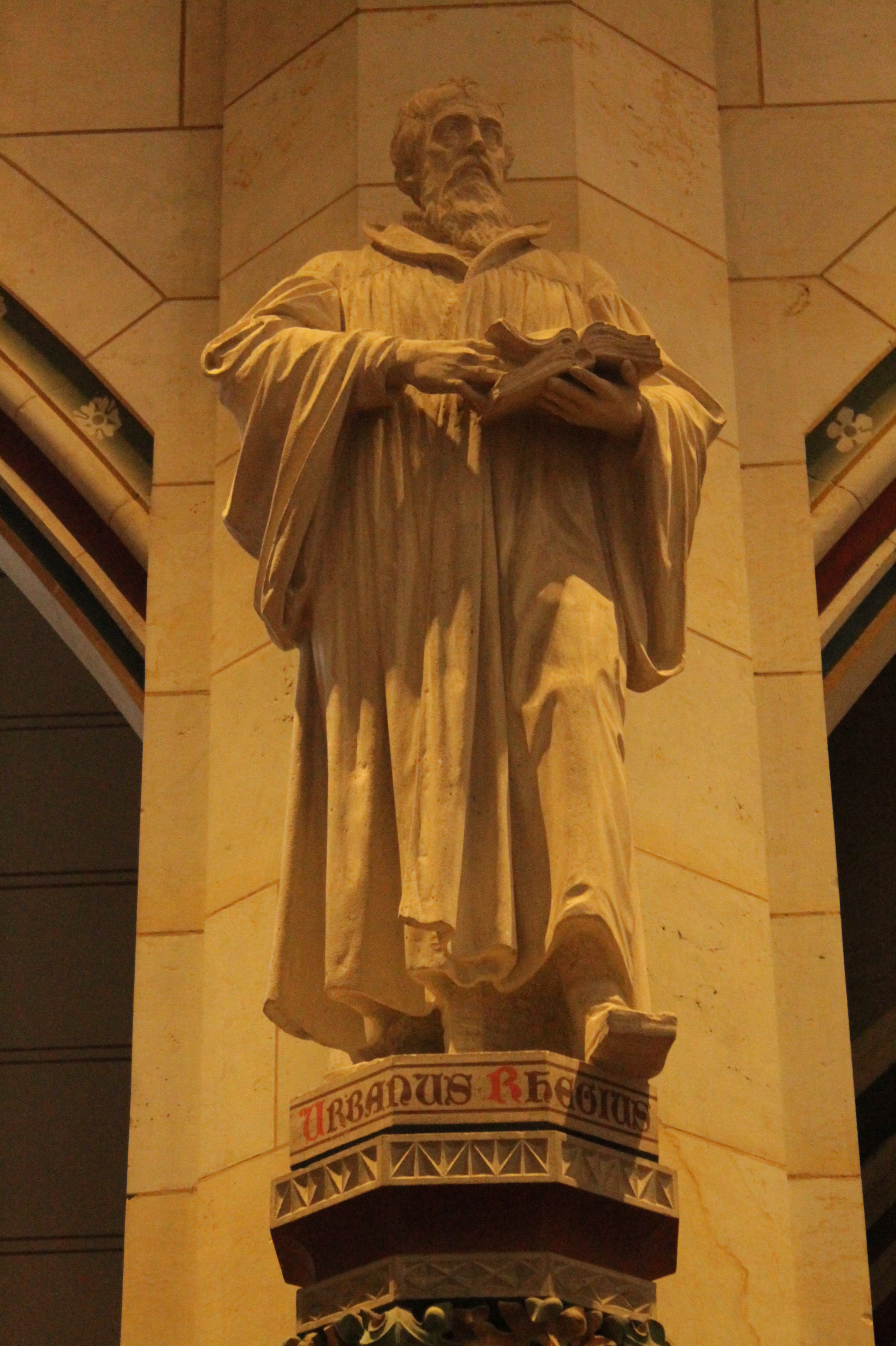
Статуя Урбануса Регіуса у Віттенберзі

З 1530 року Регіус жив у Целле, що у герцогстві Люнеберг, де і помер 23 травня 1541 року.

## Сім'я
Урбанус Регій був одружений з Анною Вайсбруггер з Аугсбурга з 1525 року і мав чотирьох синів та вісім дочок. Тринадцята дитина, стать якої невідома, народилася після його смерті і незабаром також померла.

## Вибрані публікації
- Nova doctrina, 1526
- Die new leer sambt jrer Verlegung, 1527
- Seelenarznei, 1529 (Trostschrift, wurde später in zehn Sprachen veröffentlicht und erreichte 90 Auflagen)
- Formulae quadam, 1535
- Dialogus von der schönen Predigt, 1536